# Átis

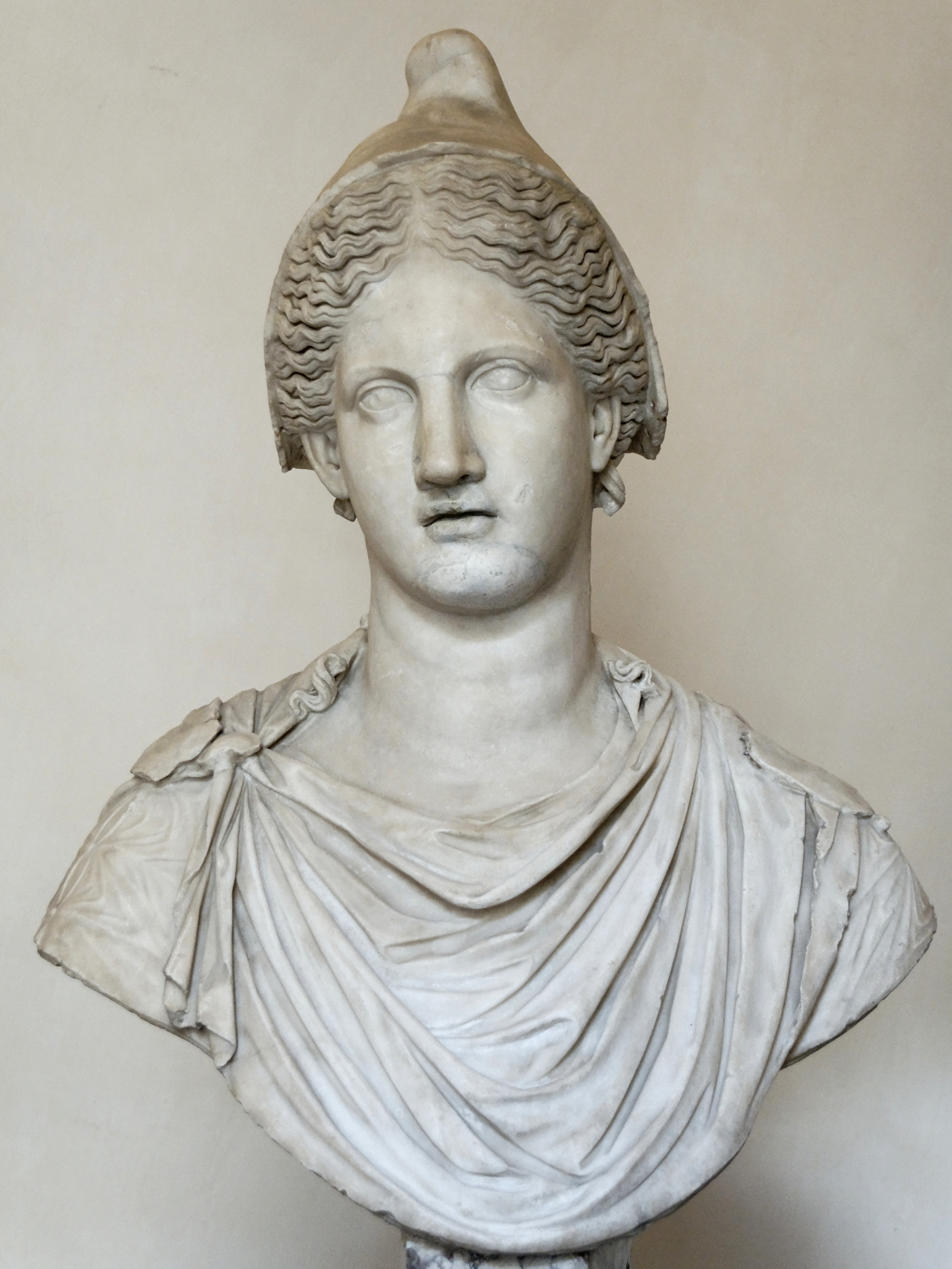

Átis (em grego clássico: Ἄττις ou Ἄττης) era uma deidade nas mitologias frígia e grega. Seus sacerdotes eram eunucos, como explicado por mitos de origem referentes a Átis e sua castração. Era um deus de vegetação e em sua auto-mutilação, morte e ressurreição, ele representa os frutos da terra, que morrem no inverno para subir novamente na primavera. A identificação do século XIX com o nome Atys encontrado em Heródoto (I.34-45) como o nome histórico do filho de Creso, como "Atys o deus do sol, que foi morto por presa de javali do inverno",  é equivocada. O túmulo de Átis encontrava-se na cidade frígia de Pessinus, na base do monte Agdistis.

## Origens e mitos
No final do século IV a.C., o culto de Átis se tornou uma característica do mundo grego. A história de suas origens no Agdistis, registrada por Pausânias, tem alguns elementos distintamente não-gregos. Pausânias conta que um daemon, Agdistis, trazia ambos os atributos masculinos e femininos, mas os deuses do Olimpo, temendo-o, cortaram seu órgão masculino e lançaram-no para longe. Cresceu dele uma amendoeira e, quando seus frutos estavam maduros, Nana, que era filha do deus Sangário, pegou uma amêndoa e a deitou no seu seio, o que a levou a engravidar de Átis. Nana  abandonou o bebê, e a criança foi cuidada por um bode. Conforme Átis crescia, sua beleza adquiria ares divinos ele se tornou pastor de ovelhas , e Agdistis caiu de amores por ele. Mas os pais adotivos de Átis o mandaram para Pessinos para se casar com a filha do rei. De acordo com algumas versões do mito, o Rei de Pessinos era Midas. Durante o casamento, Agdistis apareceu em seu poder transcendente e enlouqueceu Átis, que cortou os genitais fora. O futuro genro de Átis fez o mesmo. Mas Agdistis se arrependeu, e fez com que o corpo de Átis não deve apodrecer ou decair.
De acordo com Estrabão  e Hesíquio de Alexandria, Agdistis e Cibele eram deidades equivalentes.
Juliano, o Apóstata dá conta da propagação do culto orgiástico de Cibele em seu Oratio 5, dizendo que ele se espalhou da Anatólia para a Grécia e, eventualmente, para Roma, nos tempos republicanos, e que o culto de Átis a acompanhou.
A primeira referência literária a Átis é o tema de um dos poemas mais famosos por Catulo. Oscar Wilde menciona automutilação Átis em seu poema A Esfinge.

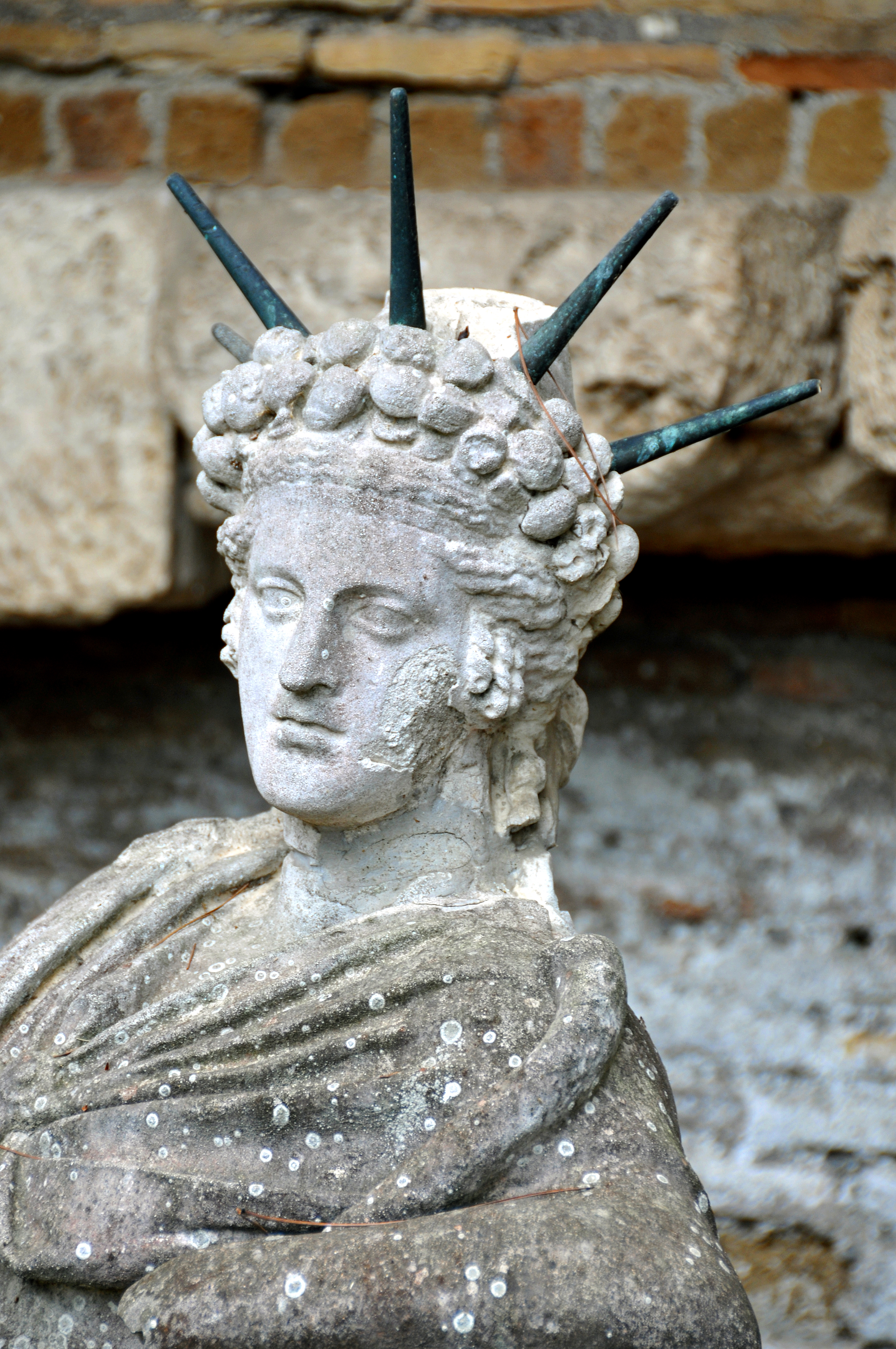
Estátua de Átis no Santuário de Átis situado no Campus da Magna Mater em Ostia Antica.

## Achados arqueológicos
Um bronze prateado finamente executadas Átis que tinha sido ritualmente remetido para o Mosel foi recuperado durante a construção em 1963 e é mantido no Rheinisches Landes museum de Trier. Ele mostra o traje tipicamente anatoliano do deus: calças mantidas juntas na frente das pernas com alterna eo barrete frígio.
Em 2007, nas ruínas de Herculano um trono de madeira foi descoberto adornado com um alívio de Átis debaixo de uma árvore sagrada pinho, recolhendo cones. Vários achados sugerem que o culto de Átis era popular em Herculano na época da erupção do Vesúvio em 79 AD.